# Parc national Chaco
Le parc national Chaco (Parque Nacional Chaco en espagnol) se trouve dans la province du Chaco, en Argentine, à 120 km de la capitale Resistencia. Créé en 1954, il s'étend approximativement sur 15 000 hectares. Le but de sa création était la protection du paysage du Chaco oriental ou Chaco humide. Le climat est subtropical humide, avec une saison des pluies en été.
Dans le parc se trouvent des bois de quebracho coloré, arbre qui a été victime de coupes tellement abusives que sa survie fut mise en péril au cours du XXe siècle. Le singe hurleur et le perroquet parleur sont d'autres espèces en péril vivant à l'intérieur du parc.
On rencontre à l'intérieur du parc des paysages très variés, comme des bois de versants non inondables ou « montes », composés d'arbres allant jusqu'à 15 mètres de haut, des savanes, des marécages et des lagunes. Les lagunes principales s'appellent Panza de Cabra, Yacaré et Carpincho. Le parc est traversé par le Río Negro.

## Flore
La flore typique est celle du quebracho colorado et du quebracho blanc, du solanum sisymbriifolium ou espina colorada, du tabebuia ou lapacho, du patagonula americana ou guayabí (une boraginaceae), du guayacán (caesalpinia paraguariensis) et des chaguars (bromelia hieronymi et bromelia urbaniana).

## Faune
La faune caractéristique comprend des pumas, des grands hurons, des pécaris à collier ou catagonus, des gatos moros ou jaguarondis, le daguet gris, des singes hurleurs et siffleurs, des tortues aquatiques, des cocoés, des grenouilles trepadoras, des anacondas curiyús, etc. 
Parmi les plus de 340 espèces d'oiseaux du parc, on trouve des chouettes effraie, des engoulevents dits atajacaminos, nyctibius griseus ou urutaú, des oiseaux charpentiers, des urracas, des garzas ou hérons, des kamichis à collier, des biguas, des poules d'eau, etc.

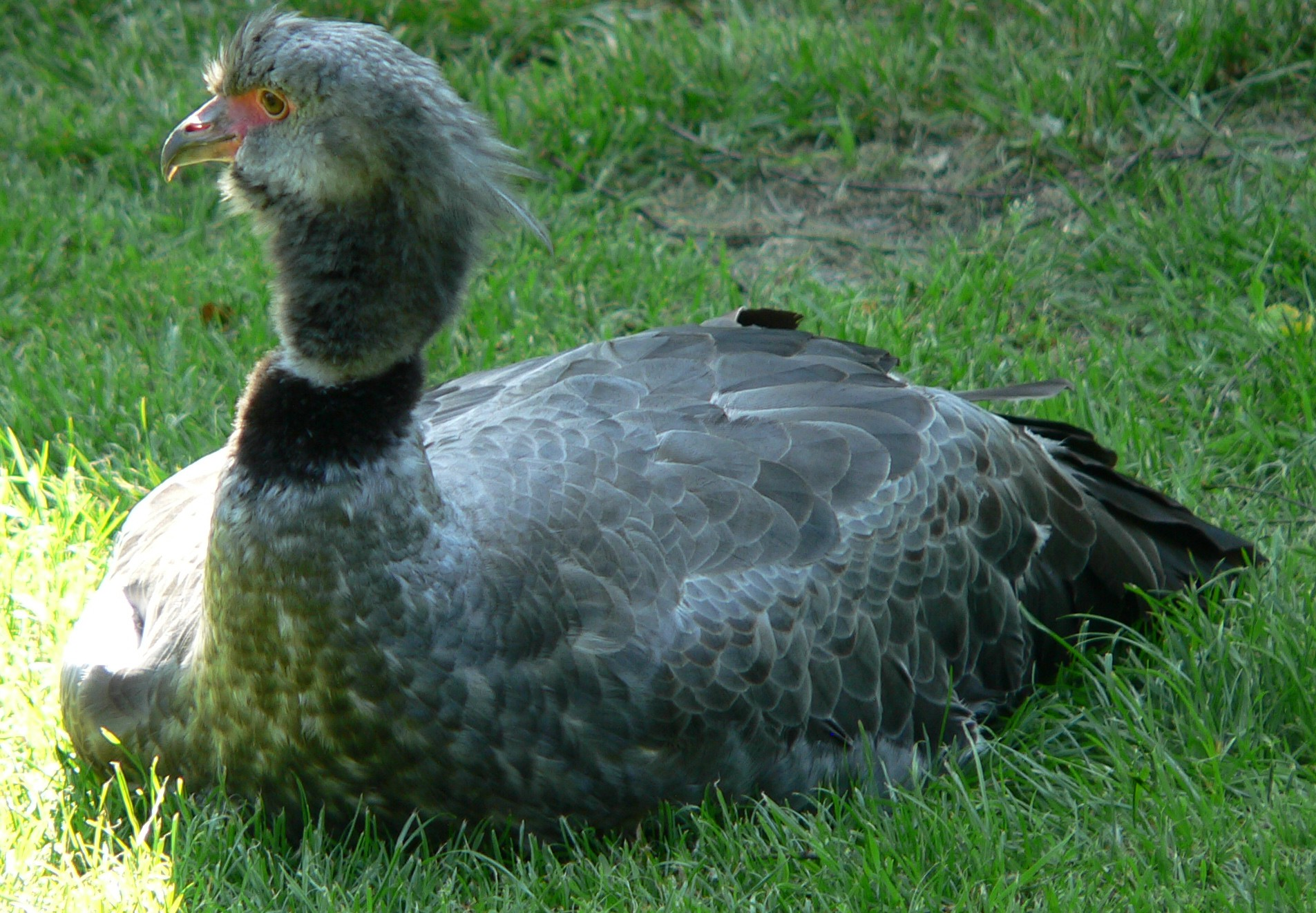
Chajá ou Kamichi à collier (Chauna torquata)
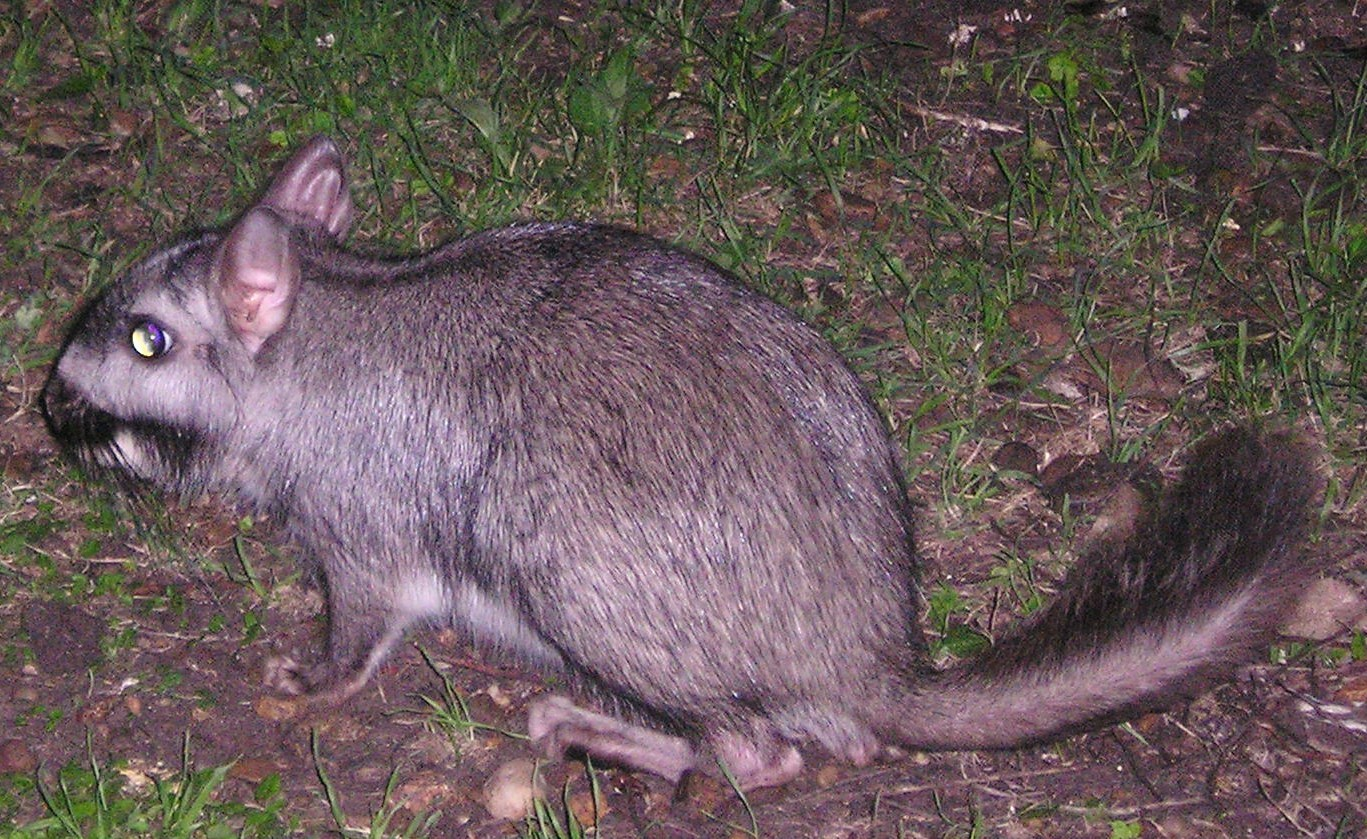
Lagostomus maximus ou viscache des plaines
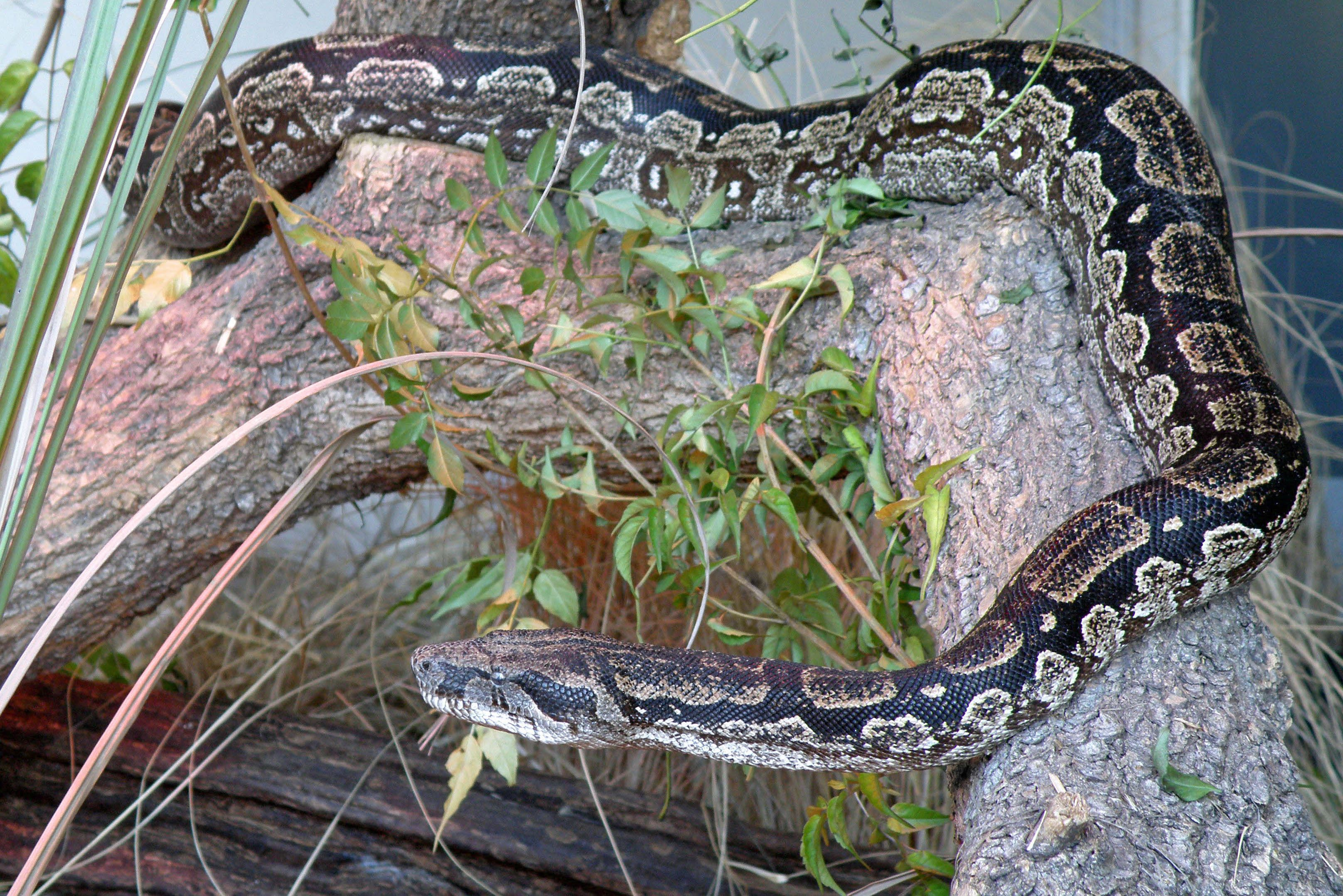
Boa constrictor occidentalis
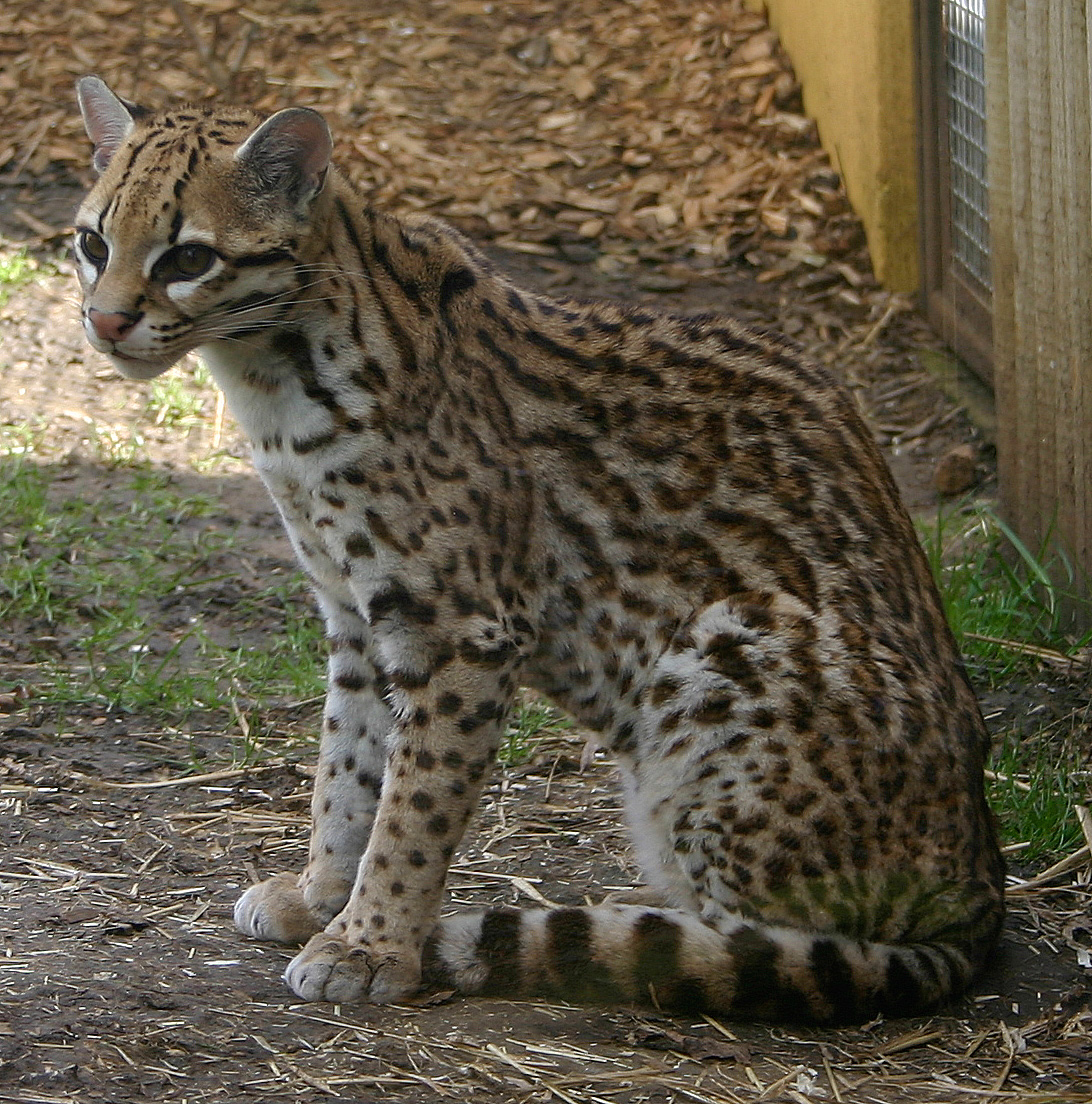
Ocelot ou Panthera onca
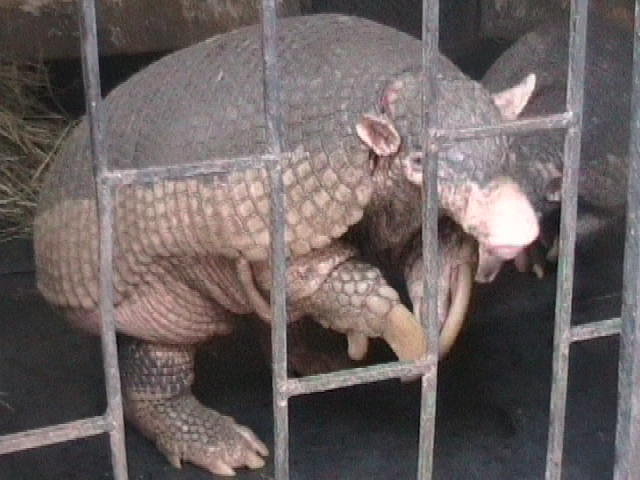
Tatou géant ou Priodontes maximus, protégé au sein du Parc national Copo. Il peut peser 80 kg et mesurer 1,6 m soit 1 m sans la queue.
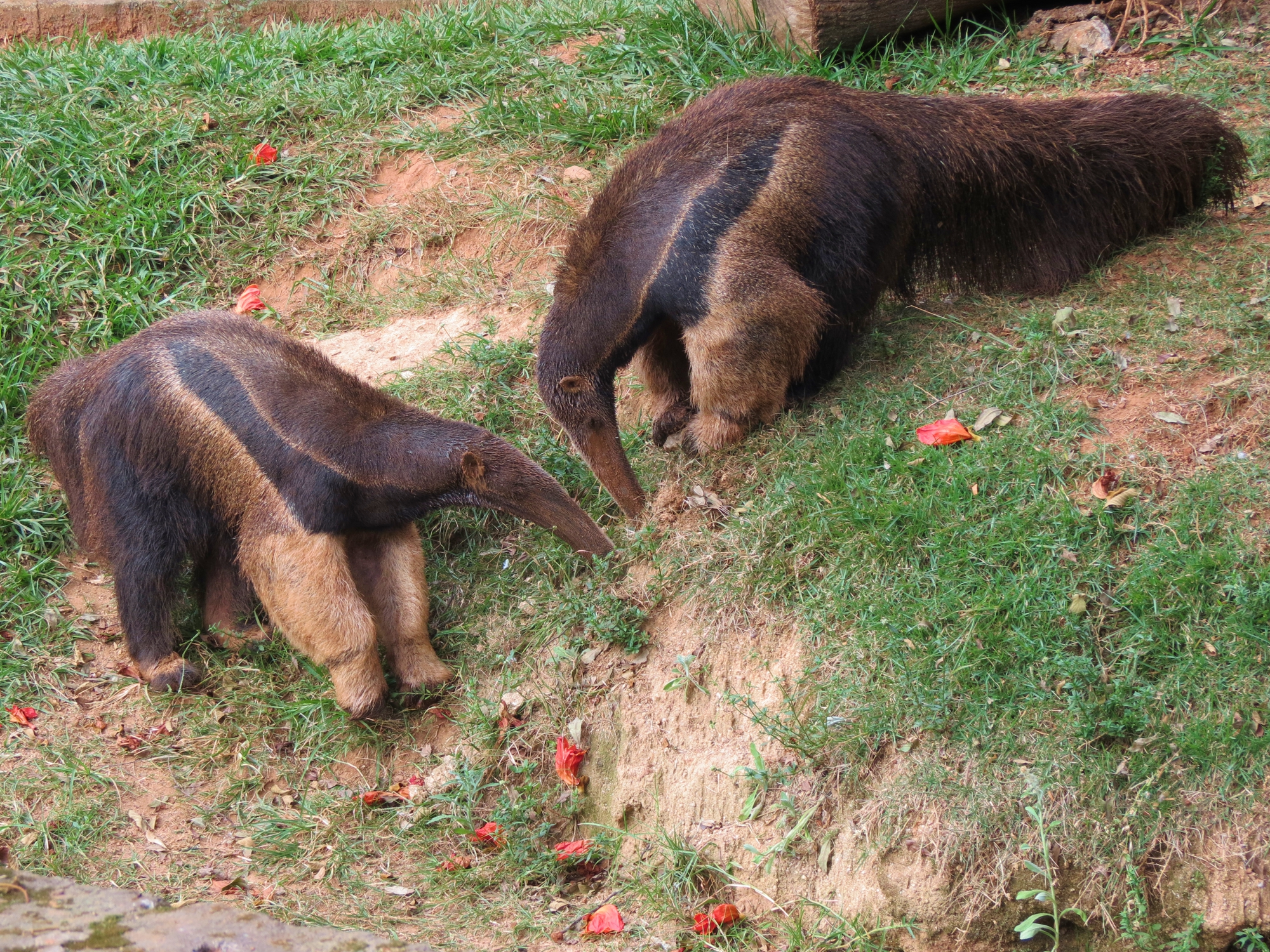
Tamanoirs ou fourmiliers géants (Myrmecophaga tridactyla)